# 米兰奥林匹亚
米兰奥林匹亚篮球俱乐部，是意大利米兰市的一个篮球俱乐部，成立于1936年。米兰队现在参加意大利篮球甲级联赛。米兰队曾经25次夺得意大利联赛冠军，3次歐洲籃球聯賽冠军，4次意大利国家杯冠军，1次洲际杯冠军。

## 荣誉
- 意大利联赛冠军：1936, 1937, 1938, 1939, 1950, 1951, 1952, 1953, 1954, 1957, 1958, 1959, 1960, 1962, 1963, 1965, 1966, 1967, 1972, 1982, 1985, 1986, 1987, 1989, 1996

## 外部連結
- 官方网站 （意大利文） （英文）